# John O. Whitehouse

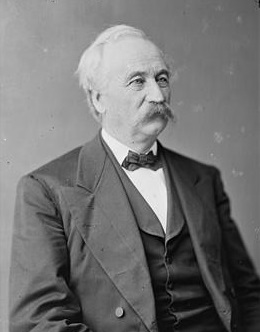
John O. Whitehouse

John Osborne Whitehouse (* 19. Juli 1817 in Rochester, New Hampshire; † 24. August 1881 in Poughkeepsie, New York) war ein US-amerikanischer Politiker. Zwischen 1873 und 1877 vertrat er den Bundesstaat New York im US-Repräsentantenhaus.

## Werdegang
John Osborne Whitehouse wurde ungefähr zweieinhalb Jahre nach dem Ende des Britisch-Amerikanischen Krieges in Rochester im Strafford County geboren und wuchs dort auf. In dieser Zeit besuchte er Gemeinschaftsschulen. 1835 zog er nach New York City. Er arbeitete dort 1839 als Büroangestellter (clerk). Dann zog er in die damals noch eigenständige Stadt Brooklyn, wo er kaufmännischen Geschäften nachging und als Hersteller von Schuhen tätig war. 1860 zog er nach Poughkeepsie im Dutchess County, wo er weiter seiner Beschäftigung als Schuhhersteller nachging. Politisch gehörte er der Demokratischen Partei an.
Bei den Kongresswahlen des Jahres 1872 für den 43. Kongress wurde Whitehouse im 13. Wahlbezirk von New York in das US-Repräsentantenhaus in Washington, D.C. gewählt, wo er am 4. März 1873 die Nachfolge von Joseph H. Tuthill antrat. Er wurde einmal wiedergewählt. Da er auf eine erneute Kandidatur im Jahr 1876 verzichtete, schied er nach dem 3. März 1877 aus dem Kongress aus. Als Kongressabgeordneter hatte er den Vorsitz über das Committee on Reform in the Civil Service (44. Kongress).
Nach seiner Kongresszeit ging er wieder der Schuhherstellung nach. Er verfolgte aber auch Bankgeschäfte und war im Eisenbahnbau tätig. Zwischen 1872 und 1880 war er Eigentümer der Daily News. Er verstarb am 24. August 1881 in Poughkeepsie und wurde dann auf dem Green-Wood Cemetery in Brooklyn beigesetzt.